# 東海テレビニュースポスト
『東海テレビニュースポスト』（とうかいテレビ・ニュース・ポスト）は、東海テレビ放送で1970年10月4日から1978年9月29日まで放送された夕方の中京ローカルワイドニュース番組。

## 概要
- 中日新聞協力番組で、当時18:30-18:45に放送された「FNNニュース6:30｣（全国ニュース）に続いて、18:45 - 19:00に放送された。いわゆるストレートニュース番組で、東海3県のその日の動きを伝えていた。
- 1978年10月2日に全国ニュースが「FNNニュースレポート6:00」として拡大放送を開始したのに伴い、この番組も発展終了し、25分のニュースワイド番組「東海テレビイブニングニュース630」へ移行した。

## 放送時間
- 月曜 - 土曜 18:45 - 19:00
  - 日曜は『中日新聞テレビ日曜夕刊』放送のため、休止としていた。